# Birnbaumer Wald
Der Birnbaumer Wald, slowenisch Hrušica, italienisch Selva di Piro, ist ein etwa 100 km² großes mittelgebirgiges Hochplateau  im Südwesten Sloweniens. Er liegt am Nordrand der Landschaft Karst und am Südostrand der Julischen Alpen und bildet einen bis in die jüngste Zeit wichtigen Gebirgspass im östlichen Alpenraum für die Verbindung zwischen Slowenien und Italien bei Gorizia.

## Name
Der Name der Region ist antiken Ursprungs. Er leitet sich von der Station her, die sich in römischer Zeit auf der Passhöhe befand: Sie trug den lateinischen Namen Ad Pirum, was mit „Zum Birnbaum“ übersetzt wurde. Auch der slowenische Name Hrušica (von hruška, slowenisch ‚Birne‘) und die italienische Bezeichnung Selva di Piro beziehen sich darauf. Allerdings ist nicht zu beweisen, dass sich der antike Name tatsächlich von einem Birnbaum ableitet. Nach anderer Lesart soll der Name von dem altgriechischen Wort πύρ (pýr) für Feuer herstammen, da es in dieser Gegend Signalfeuer zur Übermittlung von Nachrichten gegeben haben soll. In der frühen Neuzeit wurde die Region als Pyrpamerwald bezeichnet.

## Geographie

### Lage
Der Birnbaumer Wald erreicht im Lovrenc eine Höhe bis zu 1020 m. Im Südwesten wird er durch den 1313 m hohen Bergzug Nanos begrenzt. Er gehört als Teil des Dinarischen Gebirges zusammen mit dem nordwestlich anschließenden Ternowaner Wald (slow. Trnovski Gozd) zum Karstgebiet der Innerkrain. Beide Regionen markieren als südalpine Mittelgebirge einen Teil des Südrandes der Alpen, denen sie nach der traditionellen Grenze an der Adelsberger Pforte zugerechnet werden.

### Geologie und Hydrologie
Geologisch sind Birnbaumer und Ternowaner Wald Stufen des nach Süden hin überschobenen südalpinen Deckensystems. Der Raum wird dem Alpinen Karst beziehungsweise Hochkarst zugeordnet und ist von vielen Höhlensystemen durchzogen, die zu den längsten der Welt zählen. Hier finden sich bis zu 100 m tiefe Dolinen mit einer Inversion der Vegetationsstufen.
Der Birnbaumer Wald bildet zusammen mit dem Nanos, der Hochebene von Schwarzenberg (slow.: Črni vrh), dem Hinterland des Flusses Hubelj, den westlichen Teilen des Ternowaner Waldes und dem Banjšice-Plateau eine hydrogeologische Einheit, deren Karstwasserkörper von mesozoischen Dachsteinkalken und Kalkbreccien bestimmt ist. Diese bilden hochporöse Karstgrundwasserleiter mit hoher hydraulischer Leitfähigkeit. Es handelt sich dabei durchwegs um tiefen Karst. Auf drei Seiten wird der Karstwasserleiter von Birnbaumer Wald und Nanos von Flysch begrenzt und grenzt im Nordosten an die Predjama-Störung. Der Grundwasserstauer, der ebenfalls aus Flysch besteht, liegt unter dem Birnbaumer Wald bei circa 0 m. Die Entwässerung nahezu des gesamten Gebietes erfolgt zur Quelle der Vipava (Wippach). Durch das Gebiet verläuft die Europäische Hauptwasserscheide zwischen den Einzugsgebieten von Adria und Donau (siehe auch Wasserscheiden in den Alpen).

### Klima und Vegetation

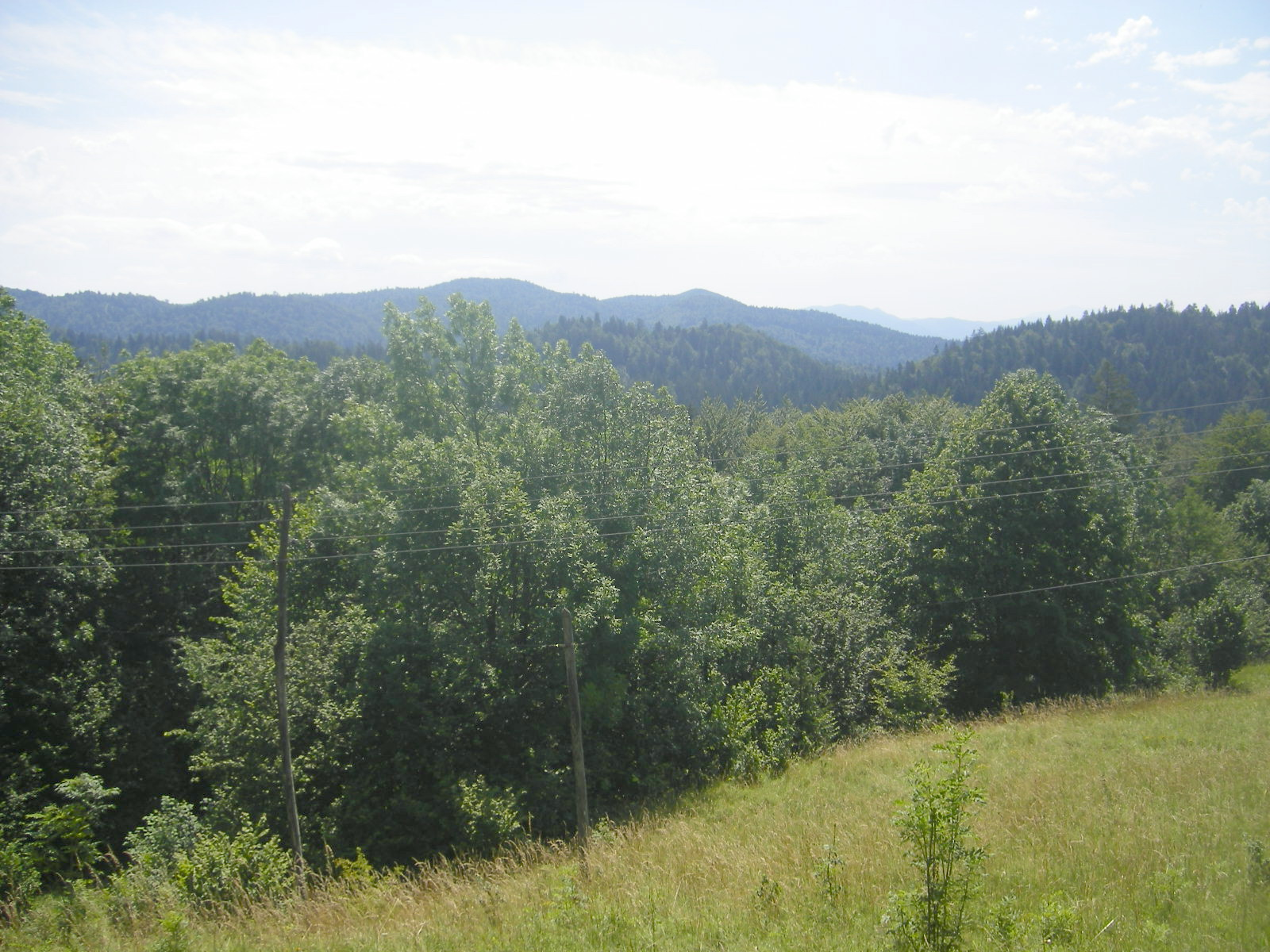
Vegetation im Birnbaumer Wald

Klimatisch liegt der Birnbaumer Wald an der Grenze zwischen dem gemäßigten Kontinentalklima und dem inländisch-submediterranen Klima des Wippachtales. Das Gebiet zählt zu den niederschlagsreichsten Regionen Sloweniens (bis über 2000 mm pro Jahr).
Die Vegetation der heute noch dünn besiedelten Region ist Teil des Dinarischen Tannen-Buchenwaldes, der forstwirtschaftlich genutzt wird. Bis in die Neuzeit hinein war ein wichtiger Erwerbszweig die Produktion von Holzkohle. Auf dem Hochkarst kommen Ansammlungen von Eis in Schachthöhlen vor, das in der Vergangenheit bergmännisch abgebaut und exportiert wurde.

### Gebirgspass
Durch seine Lage in dem schmalen Gebiet zwischen der oberen Adria und dem südost- und mitteleuropäischen Binnenland bildete das Plateau mit dem Birnbaumer Sattel neben der Pforte von Postojna schon seit ältester Zeit einen wichtigen Gebirgspass im östlichen Alpenraum. Der Pass liegt auf 883 m Höhe und verbindet die slowenische Hauptstadt Ljubljana über die Ortschaften Logatec, Podkraj, Col und Ajdovščina mit der Grenzstadt Nova Gorica und Gorizia in Nordostitalien. In früheren Zeiten führte der Hauptverkehr in der schneefreien Zeit über den Pass. Seit dem Ausbau der Straße und dem Bau der Bahnstrecke Spielfeld-Straß–Triest im 19. Jahrhundert, die beide von Ljubljana nach Triest über Postojna südlich um den Birnbaumer Wald herumführen, ist es hier stiller geworden.
Bedingt durch seine verkehrsgeographische und strategische Lage ist das Gebiet seit Jahrtausenden Grenzland. Noch heute ist dies durch die plötzliche Änderung von Landschaftscharakter, Vegetation sowie Siedlungs- und Hausformen zu erkennen.

## Geschichte

### Antike

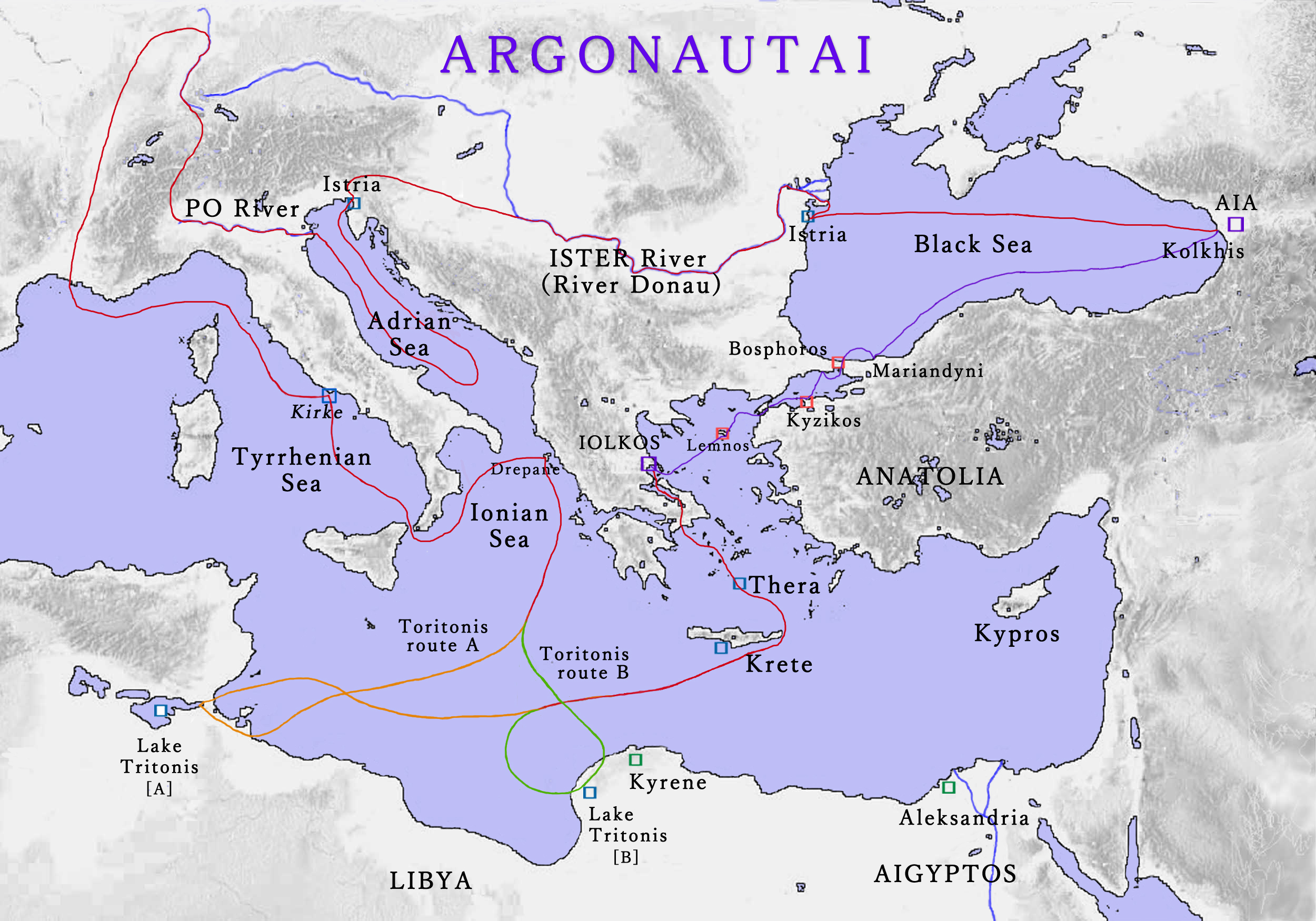
Zug der Argonauten

Dass das Gebiet bzw. die mittlere Umgebung des Birnbaumer Waldes schon in der Antike ein wichtiger Verkehrsweg von und nach Italien war, zeigt sich in der Verknüpfung mit der griechischen Sagenwelt: Die Argonauten sollen auf ihrer Flucht, die von Kolchis am Schwarzen Meer die Donau aufwärts bis zur Adria führte, hier vorbeigekommen sein. Hinter der Sage verbirgt sich die bei den alten Griechen verbreitete Vorstellung, wonach die Donau aufgrund einer Bifurkation nicht nur ins Schwarze Meer, sondern auch in die Adria mündete. Die Sage verweist auf frühe Handelskontakte der Griechen mit den Völkern an der oberen Adria. Über die Region führte auch die Bernsteinstraße von der Ostsee bis nach Aquileia in Nordostitalien.
Der griechische Geograph Strabon bezeichnet das Gebiet als Okra-Gebirge. Darunter sind der Berg Nanos und die umliegenden Regionen zu verstehen. Nach seinen Angaben siedelte hier der illyrisch-keltische Stamm der Japoden. Zu römischer Zeit wurde der Birnbaumer Wald den Julischen Alpen zugerechnet. Hier lag die Grenze zwischen Italien und der Provinz Pannonien. Strabon berichtet, dass Frachtgüter von Aquileia aus auf Lastwagen durch das Okra-Gebirge nach Nauportus (Vrhnika) geschafft wurden. Von dort wurden sie per Schiff über die Flüsse Laibach und Save weiter nach Osten transportiert. Der Weg führte zu dieser Zeit durch die Pforte von Postojna südlich um den Nanos herum. Beim Pass von Razdrto befand sich zu damaliger Zeit eine Station.
Unter Kaiser Augustus wurde die Via Gemina zwischen Aquileia und Emona (Laibach) durch den Birnbaumer Wald ausgebaut, wodurch sich die Route von und nach Italien verkürzte. Dies geschah wahrscheinlich als Reaktion auf den Aufstand in Pannonien im Jahre 6 n. Chr. Die neue Straße war teilweise so steil, dass Wagengleise und Treppenstufen für Pferde in den Fels gehauen werden mussten. Entlang der Straße entstanden zivile Stationen zum Wechseln der Pferde und zur Versorgung der Reisenden.
Die höchste Stelle des Passes wurde durch die Station Ad Pirum (Zum Birnbaum) gesichert. Ab dem 1. Jahrhundert n. Chr. befand sich hier eine Poststation und ab dem 2. Jahrhundert ein Wachtposten von Benefiziariern, also Soldaten mit zivilen Aufgaben, die die Zollkontrolle übernahmen und die Reisenden vor Raubüberfällen schützen sollten. Eine Reise auf dieser Passstraße konnte ohne entsprechenden Begleitschutz offensichtlich eine gefährliche Angelegenheit sein, wie die Inschrift eines bei Ajdovščina aufgefundenen Grabsteins eines Centurios der Legio XIII Gemina, Antonius Valentinus, berichtet. Die Station war Teil des cursus publicus, des öffentlichen Beförderungssystems, das vor allem Staatsbediensteten zur Verfügung stand.

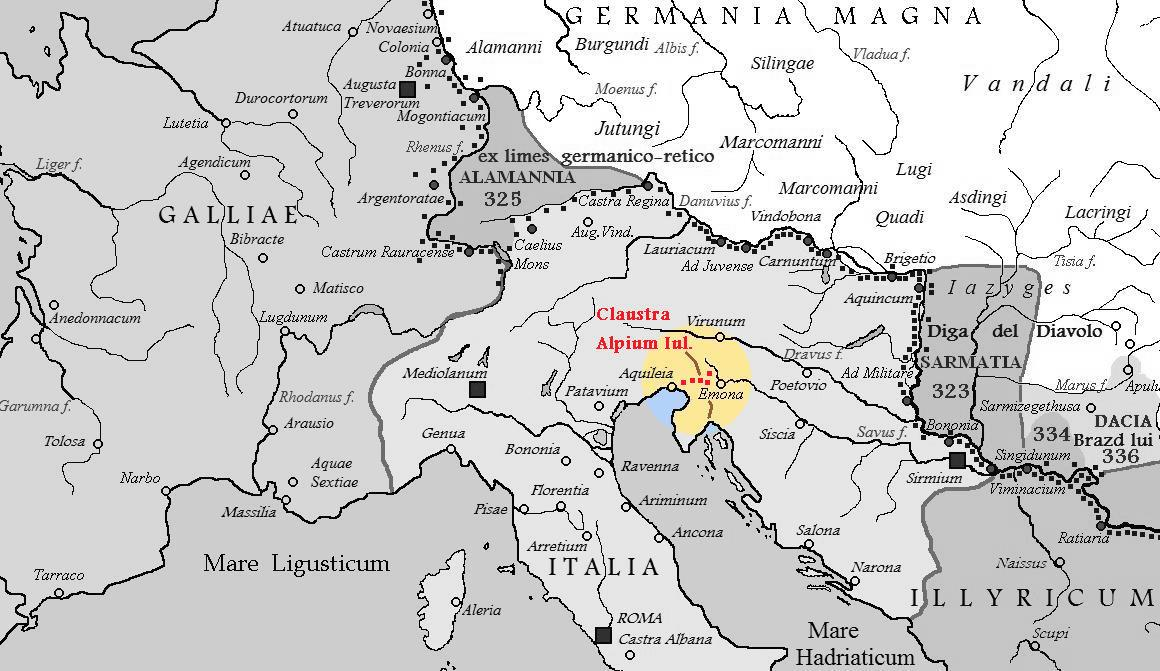
Verteidigungssystem Claustra Alpium Iuliarum

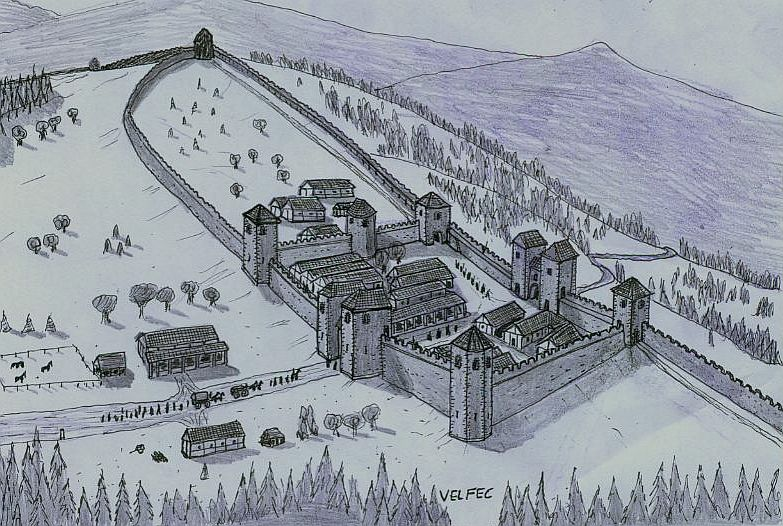
Rekonstruktion des Kastells Ad Pirum

Während der Markomannenkriege unter Kaiser Mark Aurel gehörte der Birnbaumer Wald zur Militärverwaltungszone Praetentura Italiae et Alpium. Im Jahr 170 stießen Markomannen und Quaden von Pannonien aus durch diese Gegend bis nach Oberitalien vor, belagerten Aquileia und zerstörten das benachbarte Opitergium (Oderzo). Als sich im Laufe des 3. Jahrhunderts die Angriffe auf das Römische Reich verstärkten, wurden in der Spätantike zu Beginn des 4. Jahrhunderts unter der Herrschaft des Kaisers Diokletian die Claustra Alpium Iuliarum eingerichtet, ein Sperrsystem aus Mauern und Befestigungen in den Julischen Alpen, das den Zugang nach Italien sichern sollte.
Zentrum dieses Verteidigungssystems bildete die Station Ad Pirum im Birnbaumer Wald, die in eine militärische Anlage umgewandelt und zum Steinkastell ausgebaut wurde. Das Kastell war 250 m lang, 75 m breit und von einer 2,70 m breiten und 8 m hohen Mauer umgeben. Der östliche Eingang war durch zwei Türme von etwa 10 m Höhe geschützt. Es besaß eine ständige Besatzung von 500 Mann. Zu den Claustra gehörten außerdem die Burgi von Lanišče und Martinj Hrib sowie die Stationen Nauportus (Vrhnika) und Castra (Ajdovščina) zu beiden Seiten des Passes.
In der Tabula Peutingeriana ist der Birnbaumer Wald als „in alpe Iulia“ verzeichnet; er liegt zwischen „fluvio frigido“ (Ajdovščina) und der Herberge (mansio) „Longatico“ (Logatec). Im Itinerarium Burdigalense, einem Reisehandbuch eines anonymen Christen, der im Jahre 333 die erste schriftlich dokumentierte, von Bordeaux ausgehende Pilgerreise nach Jerusalem unternahm, ist Ad Pirum als Etappenstation aufgeführt.

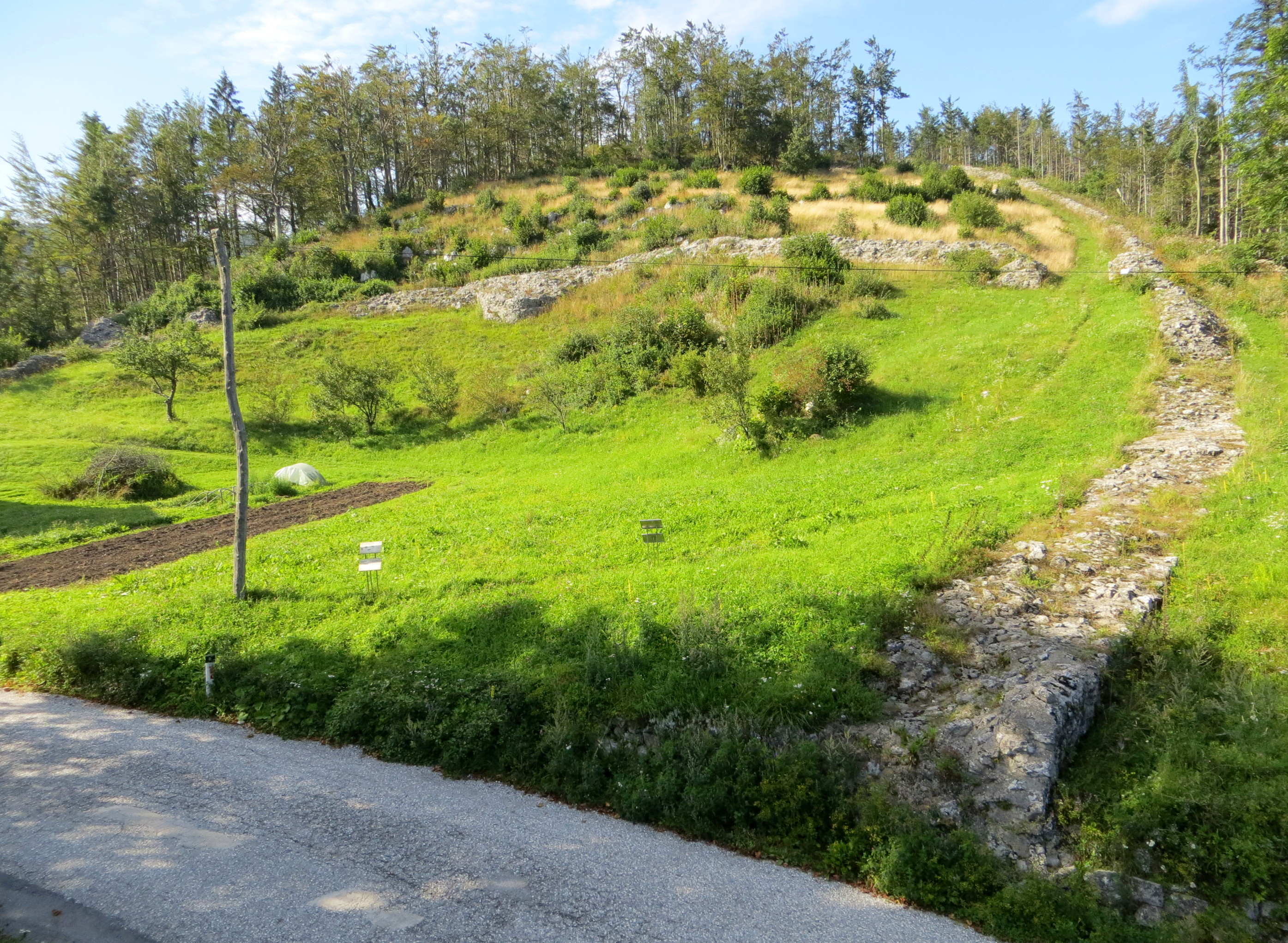
Überreste des Kastells Ad Pirum auf der Passhöhe des Birnbaumer Waldes

Auch bei militärischen Auseinandersetzungen innerhalb des Römischen Reiches spielte der Birnbaumer Wald eine Rolle: Im Jahre 351 beendete Kaiser Constantius II. den Kampf gegen seinen Rivalen Magnentius durch die Eroberung der Festung Ad Pirum. Im Jahre 394 unternahm Theodosius I., der Kaiser des Ostteils des Reiches, mit 100.000 Mann einen Feldzug gegen seinen Widersacher Eugenius, der von den heidnischen Senatoren Roms unterstützt wurde. Archäologische Hinweise sprechen dafür, dass die vom Magister militum Stilicho befehligte Armee des Theodosius, unter denen sich ein Kontingent von 20.000 Goten unter ihrem Anführer Alarich befand, die Festung gewaltsam einnahm. Einer anderen Darstellung zufolge war die Passhöhe schon vor Ankunft der östlichen Truppen vom Westheer geräumt worden. Wachend und betend soll der Kaiser hier die Nacht zum 6. September verbracht haben. Am Morgen zog er bergabwärts Richtung Italien und traf am Fluvius frigidus, dem heutigen Flüsschen Hubelj, im Tal der Vipava (Wippach) auf die Hauptarmee des Eugenius. Es kam zu einer der letzten großen Schlachten des Römischen Reiches, in der Theodosius den Sieg davontrug und sich damit das Schicksal zugunsten des Christentums entschied (Schlacht am Frigidus). Nach dieser Auseinandersetzung wurde das Befestigungssystem im Birnbaumer Wald aufgegeben, die Anlagen zerfielen.

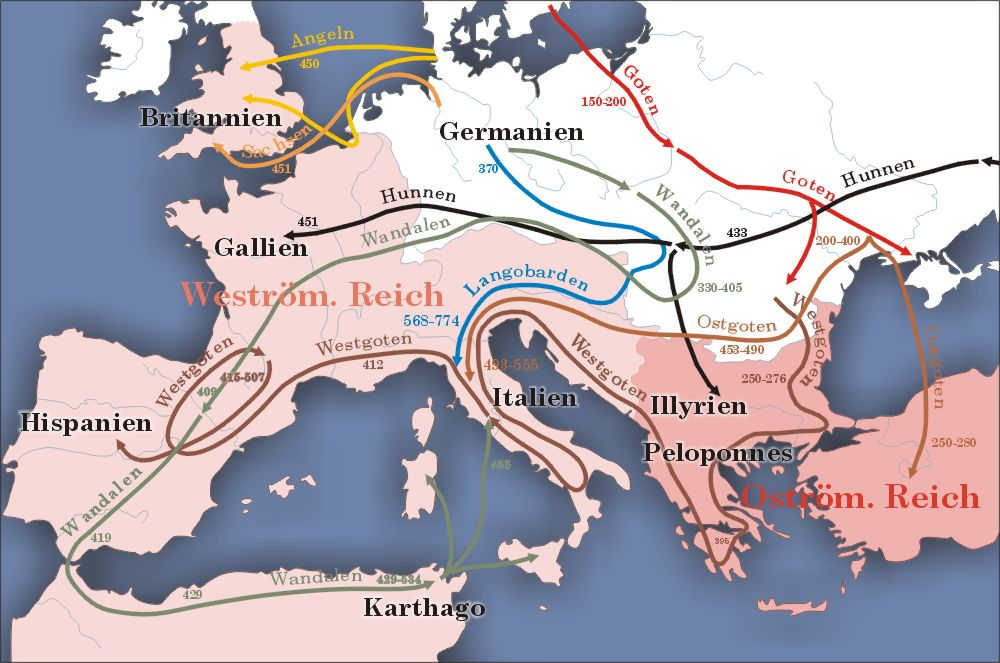
Züge der Völkerwanderungszeit

Gerade in der Zeit der Völkerwanderung war das Sperrsystem außer Funktion und hatte keine Bedeutung mehr, als der Birnbaumer Wald verschiedenen Völkern als Einfallstor nach Italien diente. Alarich hatte auf dem Feldzug des Theodosius das Terrain und die Schwächen des Verteidigungssystems kennengelernt. Im Jahre 401 fiel er mit den Goten über den Pass in Italien ein und belagerte Mailand. Im Jahre 408 fiel er erneut ein und rief aus Pannonien seinen Schwager Athaulf herbei, der im selben Jahr die Julischen Alpen mit einer Armee überquerte, die aus Goten und Hunnen bestand.
Im Jahre 452 zogen die Hunnen unter Attila ohne Widerstand durch den Birnbaumer Wald und zerstörten im Wippach-Tal das befestigte Castra (Ajdovščina). Auch Theoderich der Große, der im Jahre 489 mit den Ostgoten nach Italien zog, fand keinen Widerstand auf der Passhöhe, erst beim Übergang über den Isonzo traf er auf seinen Widersacher Odoaker. Mit dem Zug der Langobarden unter ihrem Anführer Alboin im Jahre 568 über den Pass des Birnbaumer Waldes und der Besetzung Norditaliens endete schließlich die Völkerwanderung.

### Mittelalter

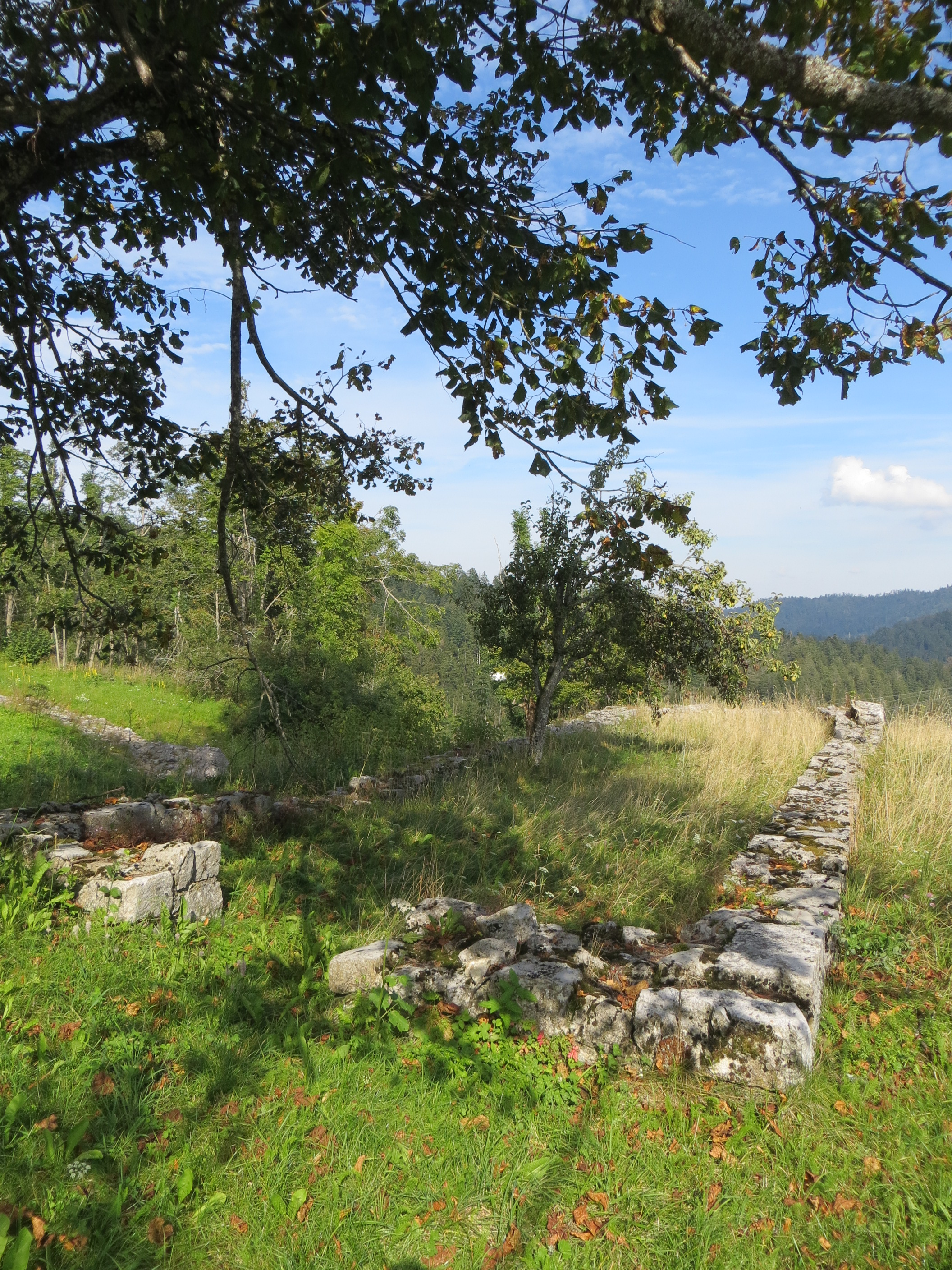
Ruinen der Gertrudis-Kapelle

Um das Jahr 590 rückten in die von den Langobarden verlassenen Gebiete die südslawischen Slowenen nach. Während des frühen Mittelalters lag der Birnbaumer Wald abseits der Hauptverkehrswege. Wie Münzfunde zeigen, belebte der im Hochmittelalter einsetzende Aufschwung des Fernhandels die alte Route neu, auf der Passhöhe entstanden inmitten der römischen Ruinen eine Herberge, eine Poststation sowie eine Kapelle der heiligen Gertrudis, der Schutzpatronin der Reisenden. Gegen Ende des Jahres 1096 marschierte einer der Heerzüge des Ersten Kreuzzuges, bestehend aus Südfranzosen unter der Führung von Raimund IV. von Toulouse, auf dem Landweg über die Region in Richtung Konstantinopel. Ob sie jedoch durch den Birnbaumer Wald zogen oder die Route südlich des Nanos nahmen, ist nicht gesichert.
Durch den Birnbaumer Wald verlief im Mittelalter die Grenze zwischen den Territorien von Aquileia und Triest. Nach dem Aussterben der Grafen von Görz kam die Region im Jahre 1335 als Teil der Krain zum Habsburgerreich und blieb dadurch bei allen Erbteilungen ein Teil Innerösterreichs.

### Neuzeit

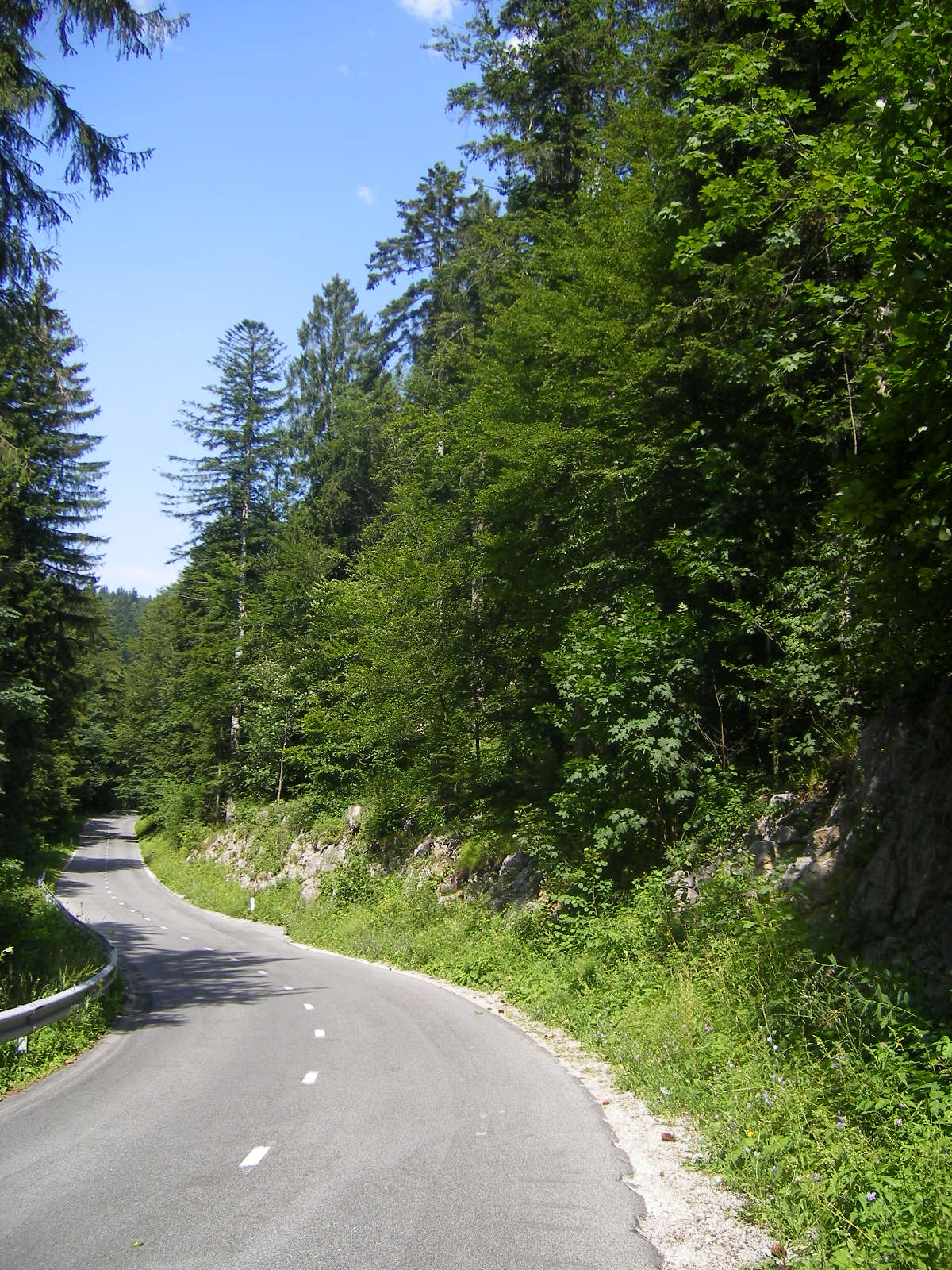
Passstraße im Birnbaumer Wald

Zu Beginn der Neuzeit kam der Birnbaumer Wald ins Blickfeld von Topographen, Kartografen und Historikern. Im Jahre 1557 erwähnte Wolfgang Lazius den „Pyrpamerwald“ in seinem Werk De gentium aliquot migrationibus neben dem Gottscheer Land als Siedlungsgebiet einer deutschsprachigen Bevölkerung. In gleichem Zusammenhang wurde die Region in den von Hieronymus Megiser herausgegebenen Annales Carinthiae aus dem Jahre 1612 erwähnt. Freiherr Johann Weichard von Valvasor beschrieb im Jahre 1689 in seinem Buch Die Ehre dess Hertzogthums Crain die zu dieser Zeit auf der Passhöhe bestehende Station für den Postverkehr zwischen Laibach und Görz, wobei er auch aus einer Reisebeschreibung von Martin Zeiller zitierte.
Nach der Niederlage gegen die Truppen Napoleon Bonapartes im Italienfeldzug zog sich im Jahre 1797 ein Teil der österreichischen Armee unter dem Befehl von Erzherzog Karl durch den Birnbaumer Wald über Laibach und Krainburg nach Klagenfurt zurück. Zwischen 1809 und 1814 gehörte die Region als Teil der Krain zu den Illyrischen Provinzen Frankreichs.
Im 19. Jahrhundert wurde das heute noch vorhandene Postgebäude auf der Passhöhe inmitten der römischen Ruinen neu errichtet. Nach dem Bau der Eisenbahntrasse von Laibach nach Triest in den Jahren 1856–1857 diente es als Jagdhaus der Grafen Lanthieri und beherbergte danach den staatlichen Waldaufseher.
Nachdem die italienische Armee im Jahr 1918 den Birnbaumer Wald besetzt hatte, wurde auf der Passhöhe am Osteingang des alten römischen Kastells eine Tafel aufgestellt, die die Inschrift „ROMA REDIT PER ITINERA VETERA“ („Rom ist auf alten Wegen zurückgekehrt“) trug. Die Lage und der Verlauf der römischen Befestigungsanlagen spielten auch bei der Pariser Friedenskonferenz im Jahr 1919 eine Rolle, als es um die Grenzziehung zwischen dem Königreich Italien und Jugoslawien ging. So fiel im Grenzvertrag von Rapallo aus dem Jahr 1920 das westslowenische Karstgebiet als Provinz Venezia Giulia an Italien. Der Birnbaumer Wald wurde dadurch unmittelbares Grenzgebiet. In den 1930er und frühen 1940er Jahren wurden er und die umliegenden Gebiete in den östlichen Teil des Vallo Alpino einbezogen, ein System aus Bunkeranlagen gegen das benachbarte Jugoslawien, deren Reste noch heute im Gelände sichtbar sind. Im italienisch-jugoslawischen Friedensvertrag, der im Jahre 1947 auf der Pariser Friedenskonferenz unterzeichnet wurde, fiel der größte Teil der ehemaligen Provinz Venezia Giulia, darunter der Birnbaumer Wald, an Jugoslawien.
Die moderne Passstraße durch den Birnbaumer Wald benutzt teilweise die alte römische Straßentrasse und führt auch noch durch die alte Befestigungsanlage hindurch, deren Reste vor dem Zweiten Weltkrieg von österreichischen Archäologen ausgegraben und von italienischen Archäologen konserviert wurden. Sie sind im Gelände heute noch zu besichtigen.
Zwischen 1991 und 1995 wurde das ehemalige Posthaus mit Unterstützung der slowenischen Denkmalschutzbehörde zum Gasthaus Stara Pošta (Alte Post) umgebaut. Es beherbergt ein kleines Museum zur Geschichte des Birnbaumer Waldes mit archäologischen Funden aus der römischen Festung.